# Jamie Cook
Jamie Cook (Sheffield, 8 juli 1985) is de slaggitarist en achtergrondzanger van de Britse band Arctic Monkeys. De band brak in 2006 door met Whatever People Say I Am, That’s What I’m Not, en hebben tot op heden zes albums uitgebracht.

## Biografie
Cook groeide op in High Green, een buitenwijk van Sheffield. Hij woonde naast Alex Turner, met wie hij op jonge leeftijd vrienden werd. Samen kenden ze een gelijke muzieksmaak, met bands als The Vines en Oasis. Ook waren ze geïnteresseerd in voetbal en fan van de lokale club Sheffield Wednesday. Beiden kregen voor kerstmis in 2001 een gitaar van hun ouders, waarop ze begonnen met het maken van muziek. Samen met plaatsgenoten Andy Nicholson en Matt Helders vormden ze in 2002 Arctic Monkeys. De band bracht in 2006 hun debuut Whatever People Say I Am, That’s What I’m Not en braken hiermee door in de muziekwereld.

## Discografie

### Met Arctic Monkeys
- Whatever People Say I Am, That’s What I’m Not (2006)
- Favourite Worst Nightmare (2007)
- Humbug (2009)
- Suck It and See (2011)
- AM (2013)
- Tranquility Base Hotel & Casino (2018)
- The Car (2022)